# Four stones

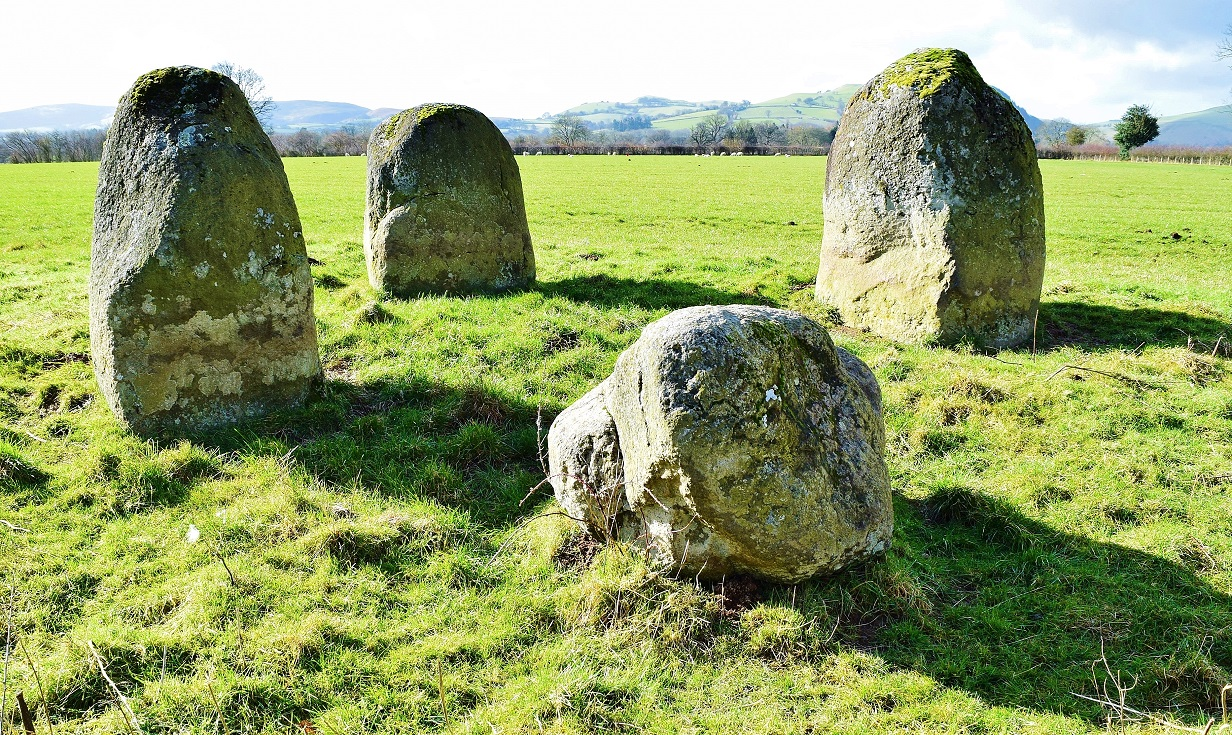
Steinkreis Four Stones

Der Steinkreis Four Stones liegt in Presteigne bei Old Radnor in Powys in Wales.
Ein Steinkreis gleichen Namens (auch Four Kings genannt) liegt bei Beith in North Ayrshire und eine Steinsetzung (The Four Stones) auf dem Clent Hill in Worcestershire.
Dies ist kein Beispiel für einen Vier-Pfosten-Steinkreis, der in Schottland zu finden ist. Der kleine Steinkreis hat etwa 3,5 m Durchmesser und besteht aus vier massigen Findlingen deren flache Seiten auf der Innenseite liegen. Die vier Steine stehen in einem kleinen Ring und wurden fälschlich als Reste einer Grabkammer interpretiert. Drei stehen in situ, der vierte ist umgefallen. Ein fünfter Stein ist möglicherweise zur Kirche von Old Radnor versetzt worden. Der größte Stein ist etwa 1,75 m hoch und hat im Südwesten hat drei Schälchen (englisch cups).

## Legenden
Eine lokale Legende zählt: „Hier wurde eine große Schlacht ausgetragen, und vier Könige wurden getötet. Die vier Steine wurden über ihren Gräber errichtet“. Eine andere Legende berichtet, dass die Steine nächtlich beim Läuten der Kirchenglocken zum Hindwell Pool gehen, um zu trinken. Ein Autor erwähnt, dass zur Zeit seiner Niederschrift viele Bauern noch immer von den Steinen beeindruckt waren. Das Gras um sie herum wurde ungemäht gelassen und die Leute vermieden es, nach Einbruch der Dunkelheit in ihre Nähe zu gehen.